# عبد الله بن علي كانو
 عبد الله بن علي بن محمد بن كانو (1927-10 أكتوبر 2010)، هو أحد أبرز رجال الأعمال البحرينيين، رئيس مجموعة كانو وبنك البحرين الوطني. تلقى تعليمه في البحرين قبل أن يلتحق بالجامعة الأميركية في بيروت. بدأ ككاتب على بواخر شركة العائلة قبل أن يهاجر إلى السعودية مع أخويه مبارك وحمد. ساهم هناك في تطوير مجموعة كانو في السعودية والتي تعمل كشركة مستقلة عن بقية شركات المجموعة. تولى إدارة المجموعة بعد وفاة أخيه أحمد. عضو مجلس إدارة المجموعة السعودية للاستثمار الصناعي وجمعية البحرين الخيرية.
أطلقت جمعية البحرين الخيرية جائزة عبدالله بن علي كانو للإعلام التطوعي والخيري في مارس 2022.

## وصلات خارجية
«مشوار وتجربة»: مقال عن عبد الله كانو في جريدة اليوم السعودية